# Haagwinde

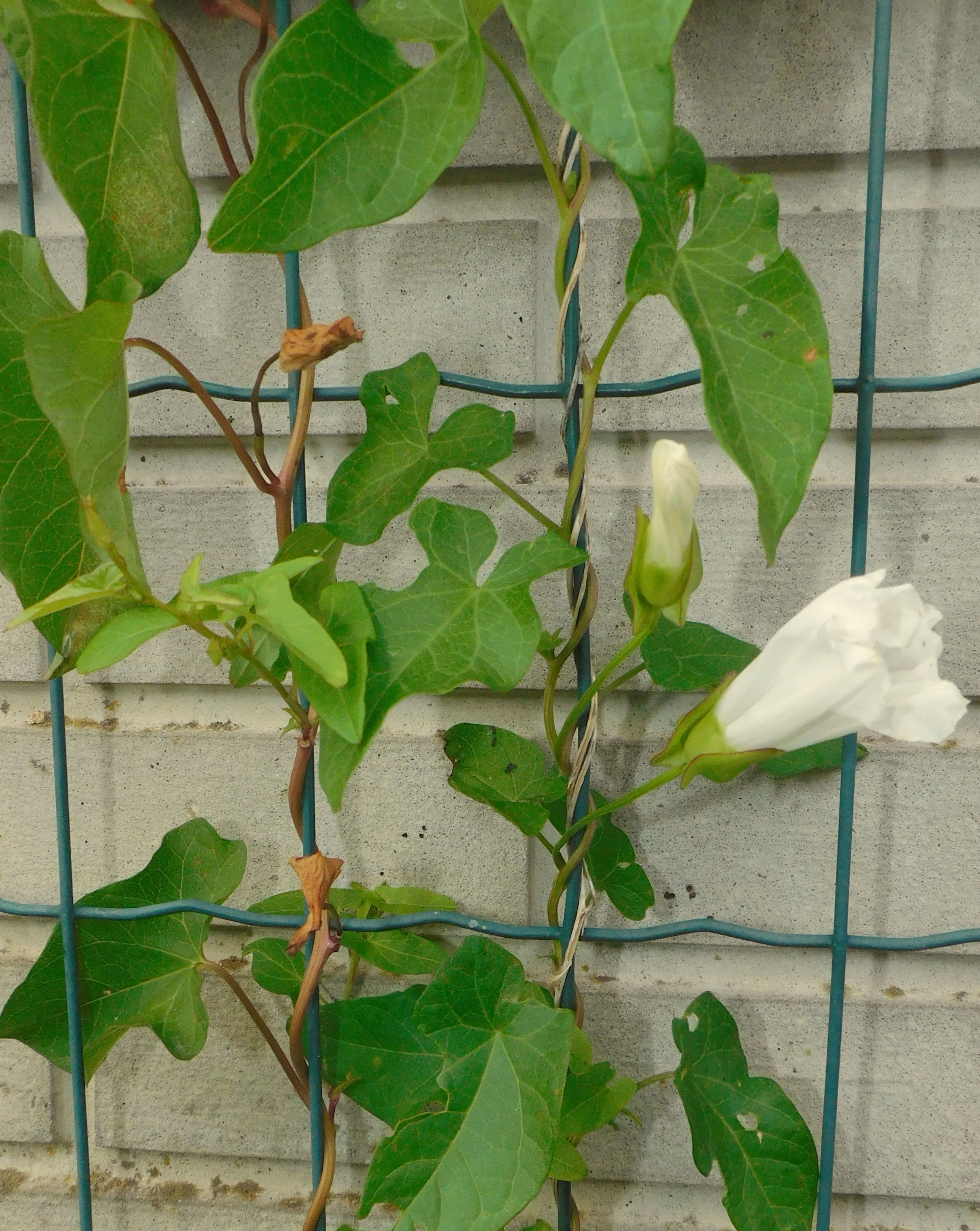
Haagwinde linksdraaiend

Haagwinde (Calystegia sepium, synoniem: Convolvulus sepium) is een vaste plant die behoort tot de windefamilie (Convolvulaceae). In Nederland wordt de haagwinde ook wel pispotje genoemd naar de vorm van de bloem. Een Vlaamse bijnaam is onze-lieve-vrouwe-glazeke.

## Beschrijving
De plant komt voor op natte tot vochtige, voedselrijke grond waar flink wat zonlicht komt, in rietlanden en ruigten, aan de rand van moerasbossen, in akkers, plantsoenen en tuinen.
De plant vormt ondergrondse wortelstokken. Door de aanwezigheid van deze, makkelijk breekbare wortelstokken wordt de haagwinde in tuinen vaak beschouwd als een onkruid, dat moeilijk te bestrijden is.
De stengels van de plant zijn linkswindend en winden zich om andere planten of palen en omheiningen. De niet-windende stengel kan met de top in de grond dringen en daar een knolletje vormen, dat kan overwinteren en tot een nieuwe plant kan uitgroeien. De plant kan een hoogte van 1,5-3 m bereiken.
De bloeitijd is van juni tot de herfst. De bloemen bloeien maar een dag en sluiten zich als het donker wordt of als het gaat regenen. De bloemkroon is wit en varieert in grootte van 5-7 cm. De bloemkroon is vijfslippig. De vijf meeldraden zijn tot 25 mm lang en de helmknoppen 4-6 mm. Het vruchtbeginsel is bovenstandig en tweehokkig. De vrucht is een doosvrucht met één tot vier zaden.
De haagwinde onderscheidt zich van de akkerwinde doordat de steelbladen groot zijn en de kelk bedekken. Bij de haagwinde zitten geen en bij de akkerwinde wel twee korte, smalle (draadvormige) schutblaadjes halverwege de bloemsteel. Ze geuren iets naar vanille. Verder is de bloemkroon van de akkerwinde vijf of meer keer langer dan de kelk.

## Plantengemeenschap
De haagwinde is een kensoort voor de klasse van natte strooiselruigten (Convolvulo-Filipenduletea).